# Cabassous unicinctus
Cabassous unicinctus (Південний голохвостий броненосець) - вид броненосців з Південної Америки.

## Опис
Менший за деякі інші види броненосців, самці мають довжину близько 36 см і вагу біля 3 кг, тоді як самки більші за розмірами, довжиною 38 см, і вагою біля 3,8 кг. Розмір хвоста у обох статей близько 16 см, а шкіра покрита лише невеликими лусочками, на відміну від деяких інших видів броненосців, шкіра яких буває покрита виразними щитками. 
Верхня частина тіла покрита темно-сірим костистим панциром з квадратних щитків. В середній частині тіла панцир розділяється на ряд рухомих кілець(від 10 до 13), що дозволяє тварині мати відносну гнучкість. Хоч по краям щитків є трохи щетини, хвіст та живіт тварини голі. Панцир покриває задню сторону шиї, і заходить на голому між вухами. Маленькі і тонкі лусочки також зустрічаються на щоках та на зовнішній поверхні вух. Морда відносно коротка. а вуха довгу і лійкоподібні. На кожній ступні по п'ять пазуристих пальців, середні пазурі на передніх лапах особливо великого розміру.

## Розповсюдження та середовище існування
Зустрічається на півночі Південної Америки на схід від Анд, на південь до північного Парагваю та південної Бразилії. Заселяє найрізноманітніші екосистеми: від тропічних 
дощових лісів до боліт, серрадо та відкритих рівнин.
Виділяють два підвиди:
- Cabassous unicinctus squamicaudis Lund, 1845 - південніше Амазонки
- Cabassous unicinctus unicinctus Linnaeus, 1758 - північніше Амазонки

## Поведінка та дієта
Броненосець веде одиночний спосіб життя. Повідомлялося. що в тропіках більш активний вночі, а південніше веде денний спосіб життя. Як і багато інших броненосців, Cabassous unicinctus комахоїдний, майже повністю харчується мурахами і термітами. Розмножується весь рік, в неволі може жити до семи років.